# Тукан колумбійський
Тукан колумбійський (Selenidera nattereri) — вид дятлоподібних птахів родини туканових (Ramphastidae).

## Поширення
Вид поширений в північно-західній частині Амазонії (на півдні Венесуели, сході Колумбії, заході Бразилії та південному заході Гаяни. Природним середовищем існування є субтропічні або тропічні вологі низинні ліси на висоті до 300 м над рівнем моря.

## Опис
Птах завдовжки 35 см і вагою 148—165 г. Оперення самця чорного кольору, зі шкірою навколо очей від зеленувато-синього до яскраво-жовтувато-зеленого і широкою жовто-помарнчевою смугою на вухах і позаду них. Дзьоб червоний в основі, далі стає зеленим або салатовим, з квадратною синьою плямою біля основи верхньої та нижньої щелеп, зеленуватими або білуватими зубами, а решта дзьоба коричнево-червона та зеленувата.

## Спосіб життя
Харчується плодами і насінням. Також споживає комах, інших безхребетних і деяких дрібних хребетних.